# Канен ет Рео
Канен ет Рео (фр. Canenx-et-Réaut) насеље је и општина у југозападној Француској у региону Аквитанија, у департману Ланд која припада префектури Мон де Марсан.
По подацима из 2011. године у општини је живело 172 становника, а густина насељености је износила 6,13 становника/km². Општина се простире на површини од 28,07 km². Налази се на средњој надморској висини од 76 метара (максималној 108 m, а минималној 38 m).

## Демографија
| 1962. | 1968. | 1975. | 1982. | 1990. | 1999. | 2011. |
| ----- | ----- | ----- | ----- | ----- | ----- | ----- |
| 116   | 182   | 136   | 112   | 153   | 135   | 172   |

График промене броја становника у току последњих година